# Arwad

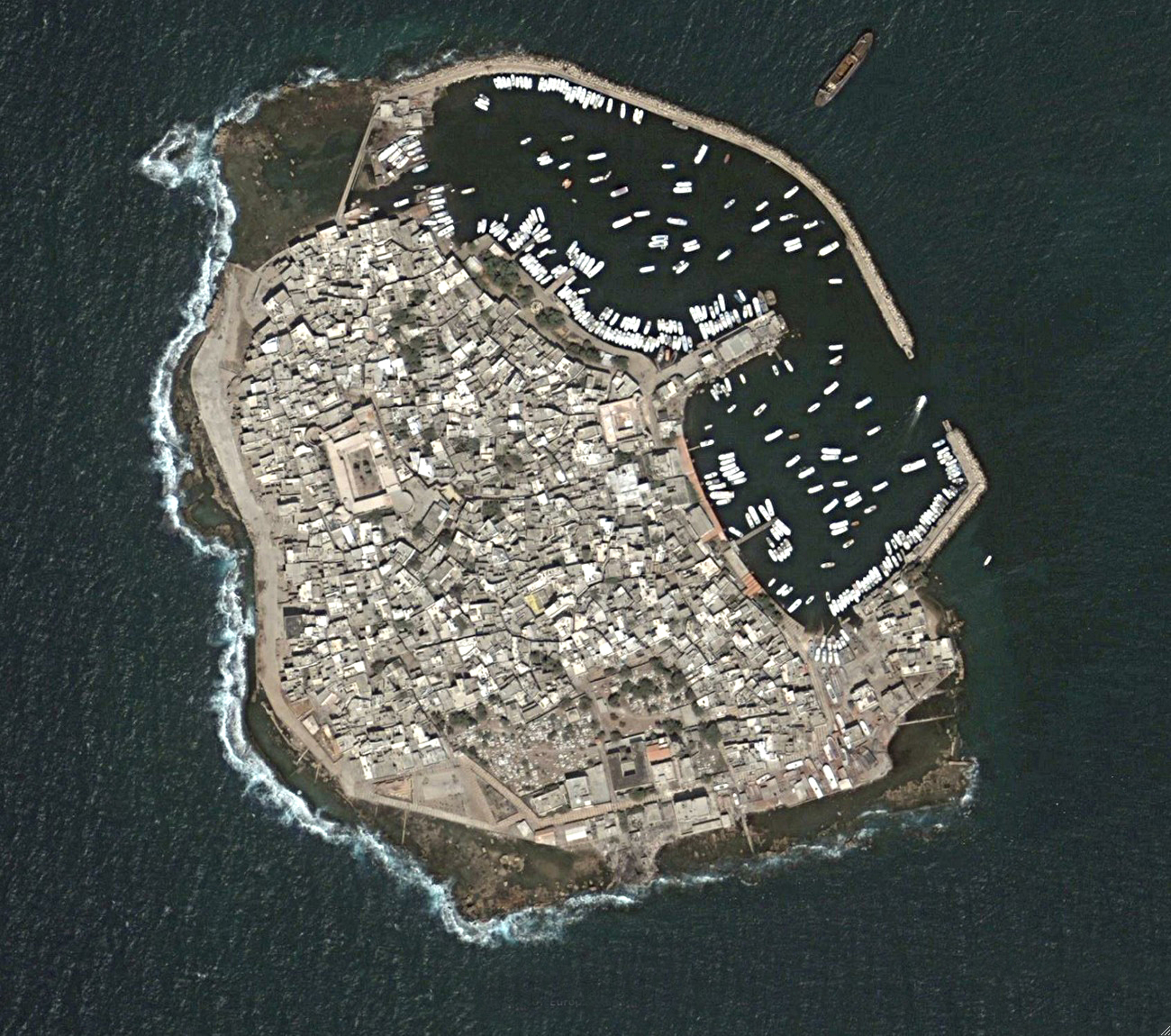
Satellitbild över ön Arwad.

Arwad (arabiska: أرواد) – tidigare kallad Arado (grekiska: Άραδο), Arados (grekiska: Άραδος), Arvad, Arpad, Arphad samt Antiochia i Pieria (grekiska: Αντιόχεια της Πιερίας), även kallad Ruad – ligger i Medelhavet och är den enda bebodda ön i Syrien. Staden Arwad upptar hela öns yta och ligger 3 km från Tartus, Syriens näst största hamnstad. Idag är den en fiskestad. (Arados var även det grekiska namnet för Muharraq nära Bahrain.)

## Historia

### Forntiden
Ön var befolkad av fenicier i början av 100-talet f.Kr. Under fenicisk kontroll blev den ett självständigt kungadöme kallat Arvad eller Jazirat (den senare benämningen betyder "ö"). Feniciernas namn på staden var troligen 𐤀𐤉𐤍𐤊 (Aynook). På grekiska var den känd som Arados. Staden finns även med i forntida källor som Arpad och Arphad. Antiochus I Soter ändrade stadens namn till Antiochia i Pieria. Ön var betydelsefull som bas för kommersiella satsningar in i Orontesdalen.
Staden, som är belägen cirka 50 km norr om Tripoli, Libanon, var en kal klippa täckt med befästningar och byggnader som var flera våningar höga. Ön var omkring 800 meter lång och 500 meter bred, omgiven av en massiv mur, och en konstgjord hamn skapad på östa sidan mot fastlandet. Den utvecklades tidigt till en handelsstad, likt de flesta feniciska städerna på denna kust. Den hade en stark flotta och dess skepp är nämnda på monument i Egypten och Assyrien. Det verkar ha funnits en sorts hegemoni över de norra feniciska städerna, från Orontes mynning till Libanons norra gräns, någonting likt Sidon i söder. Den hade sin egen lokala dynasti och mynttillverkning och några av namnen på dess kungar har spårats.
Dess befolkning nämns i de tidiga listorna i Första Moseboken (10:18) och Hesekiel (27:8,11) refererar till dess sjömän och soldater i tjänst i Tyros. Staden lade under sig några av de närliggande städerna på fastlandet, såsom Marathos och Simyra, den förra nästan mitt emot ön och den senare några kilometer söderut. Thutmosis III av Egypten tog med den i sitt fälttåg i norra Syrien (1472 f.Kr.) och den finns noterad i Ramses II:s fälttåg under första delen av 1200-talet f.Kr. Den nämns också i Tell el-Amarnabreven som i allians med amoriterna i deras attacker på egyptiska innehav i Syrien. Kring år 1200 eller senare plundrades den av inkräktare från Mindre Asien eller öarna, liksom de flesta städerna på kusten , men återhämtade sig när de drivits tillbaka. Dess maritima betydelse indikeras av de assyriska kungarnas inskriptioner. Tiglath-pileser I (omkring 1020) skryter med att han seglade i skepp från Arvad. Ashurnasirpal II (omkring 876) gjorde den underställd honom, men staden revolterade och 200 män i Arvad finns nämnda bland de allierade till Hadadezer av Aram-Damaskus i Slaget vid Qarqar, då alla syrier verkar ha varit i allians mot Shalmaneser II (omkring 854). Vid denna tid var Mattan Baal kung av Arvad.
Staden var därefter underställd Tiglath-pileser III och Sennacherib, kungen som betalade tribut till den senare var Abd-ilihit (cirka 701). Ashurbanipal (omkring 664) tvingade dess kung Yakinlu att presentera och skicka en av sina döttrar att bli medlem av det kungliga haremet. Under perserna tilläts Arvad att bilda en konfederation med Sidon och Tyros, med ett gemensamt råd i Tripolis. Då Alexander den store invaderade Syrien 332 f.Kr. överlämnades Arvad utan motstånd till dess kung Strato, som skickade sin flotta att bistå Alexander att reducera Turos. Staden verkar ha fått förmåner hos de selukidiska kungarna av Syrien och åtnjöt rätten att ge asyl för politiska flyktingar. Den är nämnd i ett reskript från Rom omkring 138 f.Kr. tillsammans med andra städer och ledare i öster, att vara judarna välvilliga. Det var efter att Rom hade börjat lägga sig i Judeens och Syriens angelägenheter, och antyder att Arvad var av stor betydelse vid denna tid.

### Korstågshistoria
Under korstågens era användes ön Ruad som brohuvud av korsfararna. Den var det sista landområdet som korsfararna kontrollerade i det heliga landet, och de kämpade en hopplös kamp mot muslimerna.
Korsfararna hade förlorat kontrollen över fastlandet 1291, och det krympande Kungariket Jerusalem hade flyttats till ön Cypern. I slutet av år 1300, i ett försök att koordinera militära operationer med mongolledaren Ghazan, förberedde cyprioterna en landbaserad styrka på omkring 600 män: 300 under Amalric av Lusigan, son till Hugo III av Cypern och liknande kontingenter från Tempelriddarna och Hospitalsorden. Männen och deras hästar skeppades från Cypern till en mellanstation på Ruad, varifrån de inledde räder på Tortosa medan de inväntade mongolernas förstärkningar. Då mongolerna misslyckades ta sig dit, återvände de flesta styrkorna till Cypern. En garnison lämnades dock kvar på Ruad som var bemannad av roterande grupper från olika cypriotiska styrkor. Påve Clemens V gav formellt ön till Tempelherreorden, som (år 1302) hade en garnison med 120 riddare, 500 bågskyttar och 400 syriska hjälpare, under ordens Maréchal (fältmarskalk) Barthélemy de Quincy.
I februari 1301 kom till slut mongolerna med en styrka på 60 000 man, men kunde inte göra mycket mer än några räder omkring Syrien. Kutluka (Qutlugh-Shah för mongolerna, Cotelesse i frankiska källor) stationerade 20 000 ryttare i Jordandalen för att skydda Damas, där en mongolisk guvernör installerades. Snart blev de dock tvungna att dra sig tillbaka.
De egyptiska mamlukerna, som systematiskt återtagit kontrollen över Palestina och Syrien, försökte även inta Ruad. En mamlukflotta landsatte en styrka på ön, och drabbade samman med de välbefästa tempelriddarna, och etablerade sedan en långdragen belägring som kulminerade med Ruads fall. Korsfararna kapitulerade 26 september 1302 efter ett löfte om fri lejd. Löftet hölls dock inte utan alla bågskyttar och syriska hjälpare dödades, och tempelriddarna skickades till fängelset i Kairo